# Guatteria elongata
Guatteria elongata là loài thực vật có hoa thuộc họ Na. Loài này được Benth. mô tả khoa học đầu tiên năm 1843.